# Jonaswalde
Jonaswalde är en kommun och ort i Landkreis Altenburger Land i förbundslandet Thüringen i Tyskland.
Kommunen ingår i förvaltningsområdet Oberes Sprottental tillsammans med kommunerna Heukewalde, Löbichau, Posterstein, Thonhausen och Vollmershain.